# Acidon paradoxa
Acidon paradoxa är en fjärilsart som beskrevs av George Francis Hampson 1896. Acidon paradoxa ingår i släktet Acidon och familjen nattflyn. Inga underarter finns listade i Catalogue of Life.